# Villa La Mauresque
Pour les articles homonymes, voir Villa mauresque (homonymie).
La villa La Mauresque est une propriété privée, aménagée en 1927 au cap Ferrat (Alpes-Maritimes), pour servir de résidence principale au romancier britannique Somerset Maugham.
Entourée de jardins en terrasses, cette maison a reçu nombre d'écrivains et de célébrités.

## Historique
Vers 1900, l'ancien missionnaire et aumônier du roi des Belges, Félix Charmettant (1844-1921), achète une parcelle de 4 hectares dans la presqu'île nouvellement lotie du cap Ferrat. Il y fait construire une villa dans le goût mauresque par un architecte inconnu.
En 1927, l'écrivain Somerset Maugham fait l'acquisition de cette propriété et demande au jeune architecte américain Barry Dierks (1899-1960) d'éliminer le décor néo-oriental, de classiciser l'ensemble des façades et du patio et de moderniser la distribution en créant un escalier. Il en fait son habitation principale jusqu'à sa mort, en 1965.
Étape mondaine et littéraire de la Côte d'Azur, La Mauresque accueille dès lors la plupart des célébrités de passage sur la Riviera : Winston Churchill, le duc de Windsor et la duchesse, lord Beaverbrook ou l’Aga Khan, ainsi que des écrivains comme T. S. Eliot, H. G. Wells, Rudyard Kipling, Ian Fleming, Noël Coward ou encore Virginia Woolf.
Le couple formé par Somerset Maugham et Gerald Haxton — suivi d'autres amants après la mort de celui-ci en 1944 — reçoit également de nombreux artistes et hommes du monde homosexuels. Le dernier compagnon de Maugham, Alan Searle, hérite une partie de ses biens et la villa.
En 1967, la villa est rachetée par l'américaine Lynn Wyatt, personnalité de la vie mondaine internationale. Les façades et la distribution intérieure sont alors modifiées, toujours dans le goût classique, par l'architecte niçois Marcel Guilgot.
En 2005, par l'intermédiaire des copropriétaires de LM Holdings enregistrés à Nice, David Brown et Robert Shelter-Jones, qui ont acheté la Villa La Mauresque et ont ensuite cédé la propriété à Dmytro Firtash qui est devenu propriétaire de la Villa La Mauresque pour 50 millions d'euros,.
LM Holdings a obtenu un prêt de la banque autrichienne Raiffeisen Banking Group (en) et un prêt de 25 millions de dollars en 2005 auprès de Transolve Ltd, enregistrée à plusieurs endroits, et un autre prêt de 25 millions de dollars en 2006 auprès de Mersiford Ltd, enregistrée dans les îles Vierges britanniques.
Ensuite, la société irlandaise Moraga Ltd a réclamé la dette en acquérant les actions de LM Holding avec l'approbation de Firtash et de sa mère ukrainienne Maria Grigorovna Firtash (ukrainien : Марія Григорівна Фі́рташ).

## Description
La Mauresque s'organise autour d'un patio central, sur un plan rectangulaire. Deux galeries superposées, dont l'une est voûtée à arcs en plein cintre, l'autre — à l'étage — vitrée, bordent ce patio. Sur la façade d'entrée, le vestibule est annoncé par un porche d'entrée à colonnes, couvert en terrasse. Une tour borne l'angle sud-est de l'édifice.
Les façades sont à enduit peint en blanc, très sobres, sans aucun couronnement. La toiture est à tuiles creuses, sauf la terrasse en ciment.
À l'intérieur, le rez-de-chaussée, modifié lors des travaux de 1967, comprend un vaste vestibule semi-circulaire (jadis salle à manger), un séjour, une cuisine, des pièces de service et logements pour le personnel. La tour abrite une bibliothèque. À l'étage, auquel conduit également un ascenseur, on compte sept chambres, quatre salles de bains et des pièces de service, buanderie, lingerie. Un escalier mène aux terrasses.

## Situation légale
La villa La Mauresque est une propriété privée située 52 boulevard du Général-de-Gaulle, Saint-Jean-Cap-Ferrat, au lieu-dit « Le Sémaphore ». Elle fait l'objet d'un recensement à l'Inventaire général du patrimoine culturel depuis le 20 novembre 2008.
Son jardin fait l'objet d'un recensement séparé depuis la même date.